# Magische grens
Een magische grens duidt een afbakening aan in een ontwikkeling waarop een hoeveelheid van iets een bepaald punt passeert. 
Vaak is een magische grens ook een imaginaire grens, die vanuit de psychologie begrepen dient te worden, omdat een voorheen welhaast ondenkbaar geacht aantal wordt bereikt. Vaak zijn magische grenzen gebaseerd op de schoonheid van ronde getallen of aantallen.
Zo kan een softwarebedrijf een omzet-'grens' doorbreken van bijvoorbeeld 1 miljard dollar. Of een beurskoers kan een magische grens doorbreken, bijvoorbeeld de Dow Jones die door de 10.000 punten heen gaat. 
Andere voorbeelden van magische grenzen zijn te vinden in prestatiegebieden. Zo kan in het schaatsen de magische grens van onder de 13 minuten op de 10.000 m worden doorbroken en in de atletiek de 10 seconden op de 100 meter sprint.